# دون جويس (مقدم برامج إذاعية)
دون جويس (بالإنجليزية: Don Joyce)‏ هو مقدم برامج إذاعية أمريكي، ولد في 9 فبراير 1944 في كين في الولايات المتحدة، وتوفي في 22 يوليو 2015.

## وصلات خارجية
- دون جويس على موقع IMDb (الإنجليزية)
- دون جويس على موقع ميوزك برينز (الإنجليزية)
- دون جويس على موقع ديسكوغز (الإنجليزية)
- دون جويس على موقع قاعدة بيانات الفيلم (الإنجليزية)